# Ultime Forfait

Ultime Forfait (Four Hours to Kill!) est un film américain réalisé par Mitchell Leisen et sorti en 1935.

## Synopsis
Tony Mako s'est évadé de prison afin de se venger de celui qui l'a dénoncé. Il arrive à Times Square où il doit attendre quatre heures, et croise d'autres vies pendant cette attente. Il finira par tuer le traître, mais sera lui aussi tué.

## Fiche technique
- Titre original : Four Hours to Kill!
- Réalisation : Mitchell Leisen
- Scénario : Norman Krasna d'après la pièce Small Miracle de Norman Krasna
- Producteur : Arthur Hornblow Jr.
- Photographie : Theodor Sparkuhl
- Montage : Doane Harrison
- Distributeur : Paramount Pictures
- Durée : 70 minutes
- Date de sortie : 11 avril 1935

## Distribution
- Richard Barthelmess : Tony Mako
- Joe Morrison : Eddie

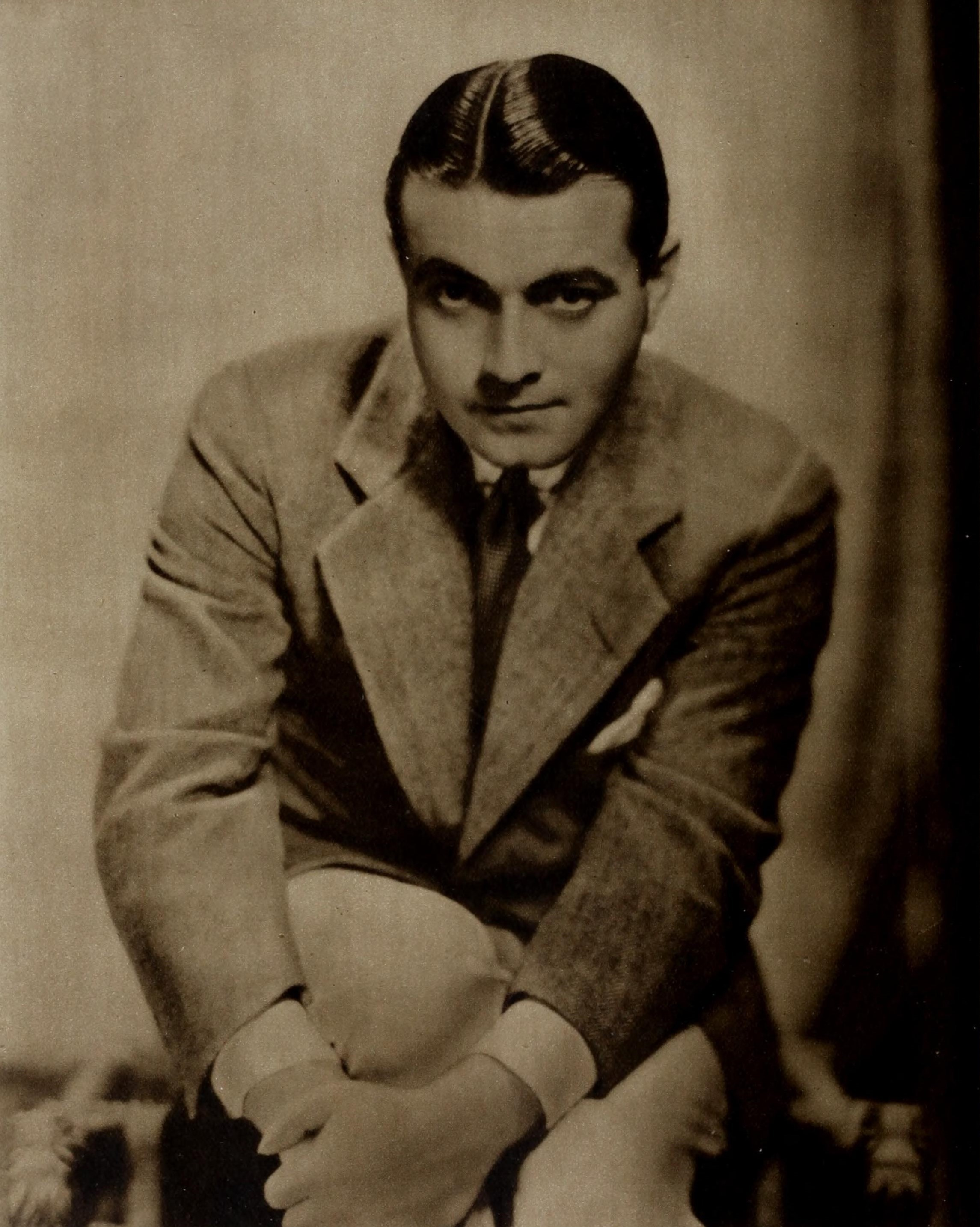
Richard Barthelmess.

- Gertrude Michael : Mrs. Sylvia Temple
- Helen Mack : Helen
- Dorothy Tree : Mae Danish
- Roscoe Karns : Johnson
- Ray Milland : Carl Barrett
- Charles C. Wilson : Taft
- Henry Travers : Mac Mason
- Noel Madison : Anderson
- Paul Harvey : Capt. Seaver
- Olive Tell : Mrs. Madison
- Lee Kohlmar : Pa Herman
- Robert Kent : George Nelson

## Remake
En 1944, Paramount annonce une nouvelle adaptation de la pièce Small Miracle, mais le projet a été abandonné.
En 1947 Jack LaRue en a présenté une version théâtrale.